# Club Social y Deportivo Huracán Buceo
Maillots
Le Club Social y Deportivo Huracán Buceo est un club uruguayen de football basé à Montevideo.

## Historique
- 1937 - Club Social y Deportivo Huracán Buceo
- 1960 - Club devenu professionnel
- 1970 - 1re participation en 1re division uruguayen (saison 1969-70)
- 1996 - 1re participation en Coupe d'Europe (C1, saison 1995-96)

## Palmarès
- Championnat d'Uruguay de deuxième division (2) :
  - Champion : 1969, 1995

- Championnat d'Uruguay de troisième division (2) :
  - Champion : 1960, 1967